# Stefano Pioli
Stefano Pioli (Parma, 20 ottobre 1965) è un allenatore di calcio ed ex calciatore italiano, di ruolo difensore, tecnico della Fiorentina.
Da calciatore ha raggiunto i maggiori successi vestendo la maglia della Juventus, per la quale giocò dal 1984 al 1987 vincendo la Supercoppa UEFA 1984, la Serie A 1985-1986, la Coppa dei Campioni 1984-1985 e la Coppa Intercontinentale 1985; vinse anche la Serie C1 1983-1984 col Parma e la Serie B 1993-1994 con la Fiorentina.
Da allenatore ha vinto la Serie A 2021-2022 con il Milan; ha inoltre raggiunto le finali di Coppa Italia 2014-2015, Supercoppa italiana 2015 con la Lazio, e di Supercoppa italiana 2022 con il Milan.

## Caratteristiche tecniche

### Giocatore
Difensore che poteva ricoprire tutti i ruoli della retroguardia, rendeva al meglio nella posizione di stopper.
Giovane promessa, la sua carriera è stata tuttavia minata da numerosi e gravi infortuni – tra cui quattro fratture del metatarso (l'ultima delle quali richiese un trapianto osseo), una alla spalla, e altri ai legamenti del ginocchio – che ne hanno precluso l'affermazione ad alti livelli.

### Allenatore
Generalmente utilizza una difesa a quattro, optando per moduli quali il 4-2-3-1, il 3-5-2 e il 4-3-3, tutti accomunati da terzini che partecipano attivamente all'azione d'attacco.

## Carriera

### Club

#### Parma e Juventus

Un giovane Pioli in azione alla nella stagione 1984-1985

Inizia al Parma, squadra della sua città di cui si è dichiarato tifoso, in cui emerge appena diciottenne: in Emilia gioca 42 gare, segnando la prima delle sue 6 reti in carriera, in 2 stagioni di Serie C1 (1982-1984).
Nel 1984 passa alla Juventus, appena laureatasi campione d'Italia. Debutta maglia bianconera il 22 agosto, nel 6-0 rifilato al Palermo in Coppa Italia, mentre il successivo 19 settembre fa il suo esordio in campo europeo, nella partita di Coppa dei Campioni che la Juventus vince per 4-0 sul terreno dell'Ilves: a 18 anni e 335 giorni è tuttora il calciatore bianconero più giovane ad avere debuttato da titolare nella massima competizione europea per club.
In Piemonte gioca complessivamente 58 partite (35 in Serie A, 13 in Coppa Italia, 9 in Coppa dei Campioni e una in Coppa Intercontinentale) e segna un gol, vincendo appena ventenne, pur da rincalzo, la Supercoppa UEFA 1984, la Coppa dei Campioni 1984-1985, la Coppa Intercontinentale 1985 – dove, nella finale contro i sudamericani dell'Argentinos Juniors, a gara in corso si ritrova a sostituire efficacemente il capitano Gaetano Scirea – e lo scudetto 1985-1986.
Durante il triennio nel capoluogo sabaudo non riesce a confermare appieno le premesse del suo arrivo: l'ultima presenza con la Vecchia Signora è datata 26 aprile 1987, quando scende in campo nel derby della Mole contro il Torino.

#### Verona e Fiorentina
Nel 1987 viene ceduto al Verona, dove colleziona 42 presenze in 2 campionati.
Dal 1989 al 1995 veste invece la maglia della Fiorentina, disputando la finale di Coppa UEFA 1989-90 e vincendo il campionato cadetto 1993-94.

Pioli in azione alla nella stagione 1991-1992

Il 6 novembre 1994, durante la partita con il Bari (terminata 2-0 in favore dei viola), a seguito di uno scontro di gioco riporta un arresto cardio-respiratorio che lo costringe ad alcuni giorni di ricovero in ospedale.

#### Padova, Pistoiese, Fiorenzuola e Colorno
Nel 1995 passa al Padova, dove colleziona una presenza in Serie A nell'anno in cui la squadra retrocede in Serie B. Nell'annata successiva tra i cadetti gioca 3 partite; a gennaio è ceduto alla Pistoiese e conclude la stagione con 14 presenze, segnando un gol in Serie C. Nel 1997-1998 gioca ancora in Serie C1 al Fiorenzuola, collezionando 21 presenze. Ha chiuso la carriera a 34 anni nel Colorno giocando con il fratello Leonardo nel Campionato d'Eccellenza Emilia-Romagna 1998-1999 e vincendo la Coppa Italia d'Eccellenza Emilia-Romagna.
In carriera ha totalizzato 202 presenze in Serie A, con una rete in occasione della vittoria esterna della Fiorentina sulla Cremonese il 29 ottobre 1989, 34 presenze in Serie B.

#### Nazionale
È stato convocato per 9 volte dalla Nazionale Under-21, scendendo in campo in 5 occasioni dal 1985 al 1987.

### Allenatore

#### Gli inizi, Salernitana e Modena
L'avvio è nelle giovanili: 3 stagioni al Bologna (1999-2002), con cui vince il Campionato Allievi Nazionali, e una stagione alla Primavera del Chievo.
A giugno 2003 debutta alla guida di una prima squadra, la Salernitana, in Serie B; inizialmente assunto per guidare i campani in Serie C1, in seguito al Caso Catania il club granata ottenne il ripescaggio in B. L'esordio sulla panchina granata è il 17 agosto 2003, in Salernitana-Napoli 0-0 di Coppa Italia. Guida i campani alla salvezza, e nella stagione successiva allena il Modena: nella prima stagione gli emiliani sfiorano i play-off, nel campionato successivo è esonerato e sostituito da Maurizio Viscidi che, dopo 3 sconfitte consecutive, è esonerato e sostituito da Pioli. Chiude il campionato al 5º posto e la squadra raggiunge i play-off (Cristian Bucchi segna 29 reti in stagione regolare, una ai play-off), venendo eliminata in semifinale dal Mantova (0-0 in casa, 1-1 a Mantova che qualifica i virgiliani grazie alla miglior posizione in classifica).

#### Parma e Grosseto
Nel giugno 2006 diviene l'allenatore del Parma, squadra dove era cresciuto da calciatore. Il 10 settembre esordisce da tecnico in A, nella gara che i ducali pareggiano (1-1) sul campo del Torino. 4 giorni più tardi, debutta anche nelle competizioni europee guidando la squadra alla vittoria contro il Rubin in Coppa UEFA. Mentre in campionato i ducali accusano una crisi (tanto che la prima vittoria giunge soltanto a metà ottobre) in Europa – dove hanno un sorteggio abbordabile – raggiungono i sedicesimi di finale. Pioli non arriva però a disputare la fase a eliminazione diretta, poiché la grave situazione in campionato ne provoca l'esonero a febbraio: al suo posto, viene ingaggiato Claudio Ranieri.
All'inizio della stagione seguente, passa al Grosseto neopromosso in B. Dopo un avvio negativo riesce a risalire la classifica, centrando la salvezza in anticipo e il tredicesimo posto finale.

#### Piacenza e Sassuolo
L'11 giugno 2008 diventa allenatore del Piacenza. Guida la squadra in Serie B, col quale disputa un buon campionato e raggiunge la salvezza. Il 5 giugno 2009 lascia Piacenza, non trovando accordo con la società circa i piani futuri della squadra.
Il 12 giugno 2009 diventa allenatore del Sassuolo; lo staff che arriva è composto dal viceallenatore Giacomo Murelli e dal collaboratore tecnico Davide Lucarelli. Nell'ottima stagione 2009-2010 guida la squadra allo storico 4º posto in Serie B e alla semifinale play-off persa col Torino.

#### Chievo e Palermo
Il 10 giugno 2010 risolve il contratto al Sassuolo, e si accorda con il Chievo di Luca Campedelli per la stagione 2010-2011, sempre con Murelli e Lucarelli collaboratori. Dopo aver raggiunto la salvezza classificandosi all'undicesimo posto con 46 punti e con la quarta miglior difesa del campionato, il 26 maggio 2011 lascia l'incarico.
Il 2 giugno 2011 diventa allenatore del Palermo, sostituendo Delio Rossi; lo staff che arriva è composto, oltre che da Murelli e Lucarelli, dal preparatore atletico Matteo Osti e dal preparatore dei portieri Graziano Vinti. Il debutto al Palermo è il 28 luglio, nell'andata del 3º turno preliminare d'Europa League allo Stadio Renzo Barbera con gli svizzeri del Thun. Il Palermo però viene eliminato dopo l'1-1 nella gara di ritorno (aveva pareggiato in casa 2-2 all'andata) e così il 31 agosto viene esonerato, dopo solo due mesi alla guida dei rosanero e con il campionato che deve ancora cominciare.

#### Bologna

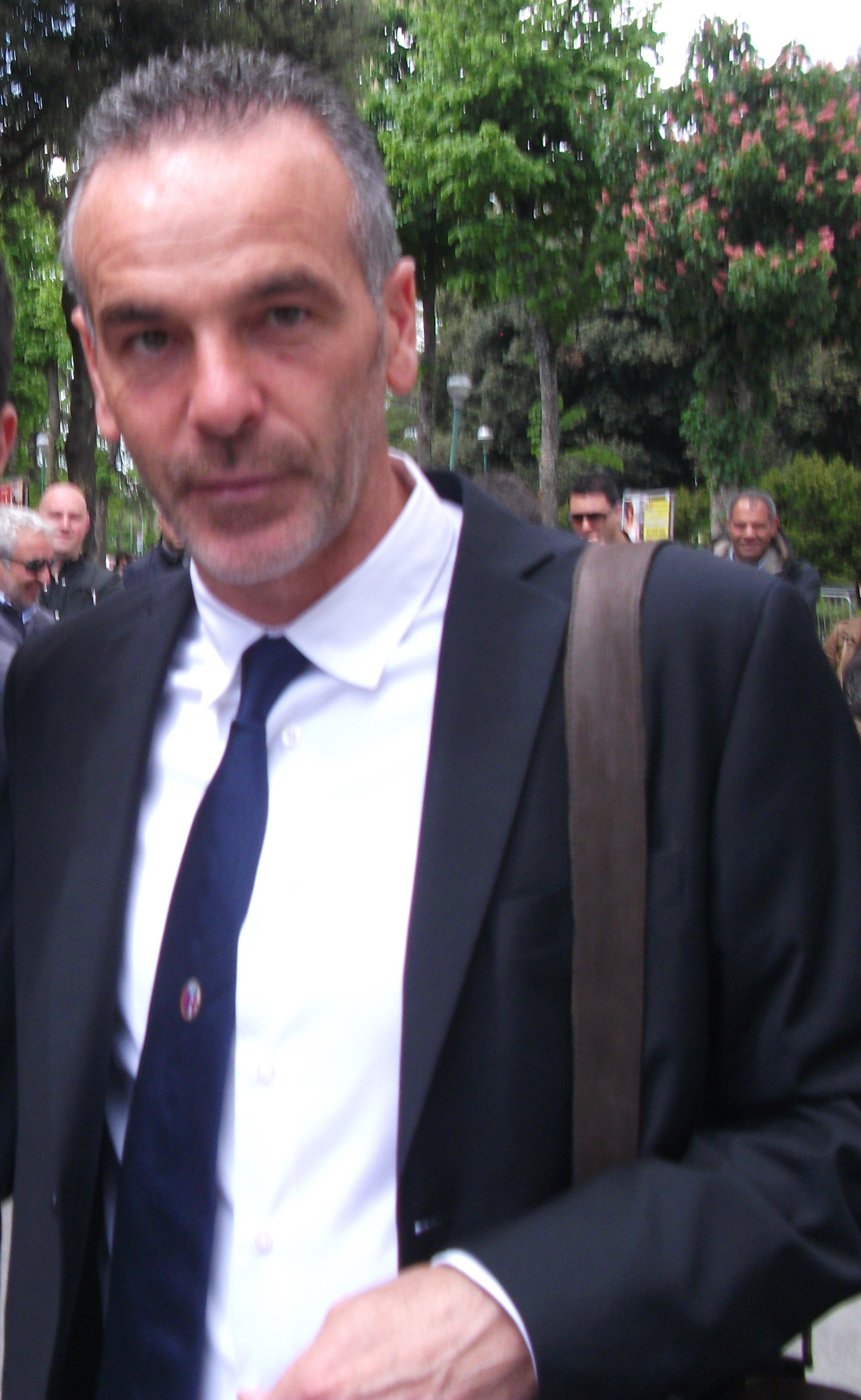
Pioli nel 2012, durante l'esperienza al

Nell'ottobre 2011, con la Serie A ferma per la sosta internazionale, sostituisce Pierpaolo Bisoli al Bologna. Esordisce contro il Novara, portando i felsinei a ottenere la prima vittoria stagionale (0-2). Imbattuta nelle prime 8 uscite del 2012, la formazione emiliana chiude il torneo al nono posto con 51 punti di cui 50 ottenuti nelle 33 partite nella sua gestione.
Dopo aver raggiunto la salvezza anche nel 2012-13 classificandosi al 13º posto con 44 punti, viene esonerato nel gennaio 2014 dopo aver totalizzato 15 punti in 18 partite in campionato, con il Bologna, in quel momento, virtualmente salvo: verrá sostituito da Davide Ballardini, con il quale il club emiliano finirá per retrocedere in Serie B.

#### Lazio
Il 12 giugno 2014 diventa allenatore della Lazio. Nel corso della stagione, l'11 gennaio 2015 pareggia 2-2 il suo primo derby di Roma. Il successivo 20 maggio disputa la finale di Coppa Italia, persa ai supplementari con la Juventus (1-2). Il 31 dello stesso mese conclude la stagione conquistando il 3º posto in campionato dietro Juventus e Roma; tale risultato permette alla Lazio di tornare in Champions League, seppur ai preliminari, dopo 8 anni dall'ultima partecipazione.

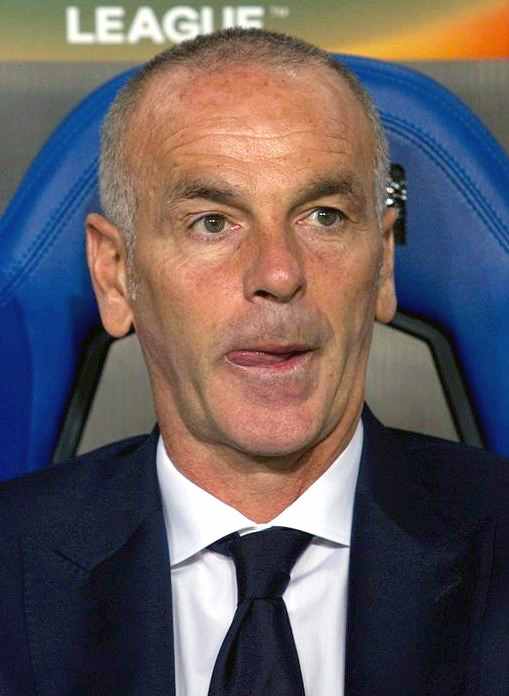
Pioli sulla panchina della

L'8 agosto 2015 perde la Supercoppa italiana contro i campioni d'Italia della Juventus (2-0). Il 26 agosto 2015 inoltre perde il ritorno di Champions League contro il Bayer Leverkusen per 3-0 portando la Lazio all'eliminazione in tale competizione dopo aver vinto la partita di andata per 1-0. Il 3 aprile 2016, in seguito alla pesante sconfitta per 1-4 nel derby, viene esonerato e sostituito con l'allora tecnico della Primavera biancoceleste Simone Inzaghi.

#### Inter
Nel novembre 2016, durante la sosta dei campionati, è ufficializzato il suo ingaggio da parte dell'Inter, sostituendo l'esonerato Frank de Boer. Dopo un breve periodo di assestamento, i nerazzurri, che avevano sofferto un difficile inizio di stagione, si ricompattano vincendo 9 partite di fila tra campionato e coppe. Nonostante il buon rendimento, la squadra recupera poco terreno rispetto alle dirette concorrenti: a ciò concorrono, infatti, le battute d'arresto negli scontri diretti con Napoli, Juventus e Roma. Anche la rincorsa al quarto posto, parsa in un primo momento fattibile, è destinata a naufragare: dalla 29ª alla 35ª giornata la squadra totalizza soltanto 2 punti, incassando al contempo 5 sconfitte. Il 9 maggio 2017 la società decide per l'esonero, sostituendolo con Stefano Vecchi; in 23 partite di campionato, il tecnico ha ottenuto 39 punti sui 69 disponibili.

#### Fiorentina
Dopo aver rescisso il contratto con l'Inter, il 6 giugno 2017 firma per la Fiorentina andando a sostituire Paulo Sousa. Esordisce con i viola il 20 agosto proprio contro la sua ex squadra (l'Inter), perdendo per 3-0. Perde ancora la giornata dopo per 1-2 in casa contro la Sampdoria. Riesce a trovare la prima vittoria vincendo per 0-5 alla terza giornata contro il Verona. Chiude la sua prima stagione alla Fiorentina ottavo, totalizzando 57 punti in campionato. Il 9 aprile 2019, dopo la sconfitta in casa per 0-1 contro il Frosinone, rassegna le dimissioni, lasciando il club al decimo posto in campionato e in semifinale di Coppa Italia, battendo la Roma in uno storico successo per 7-1.

#### Milan

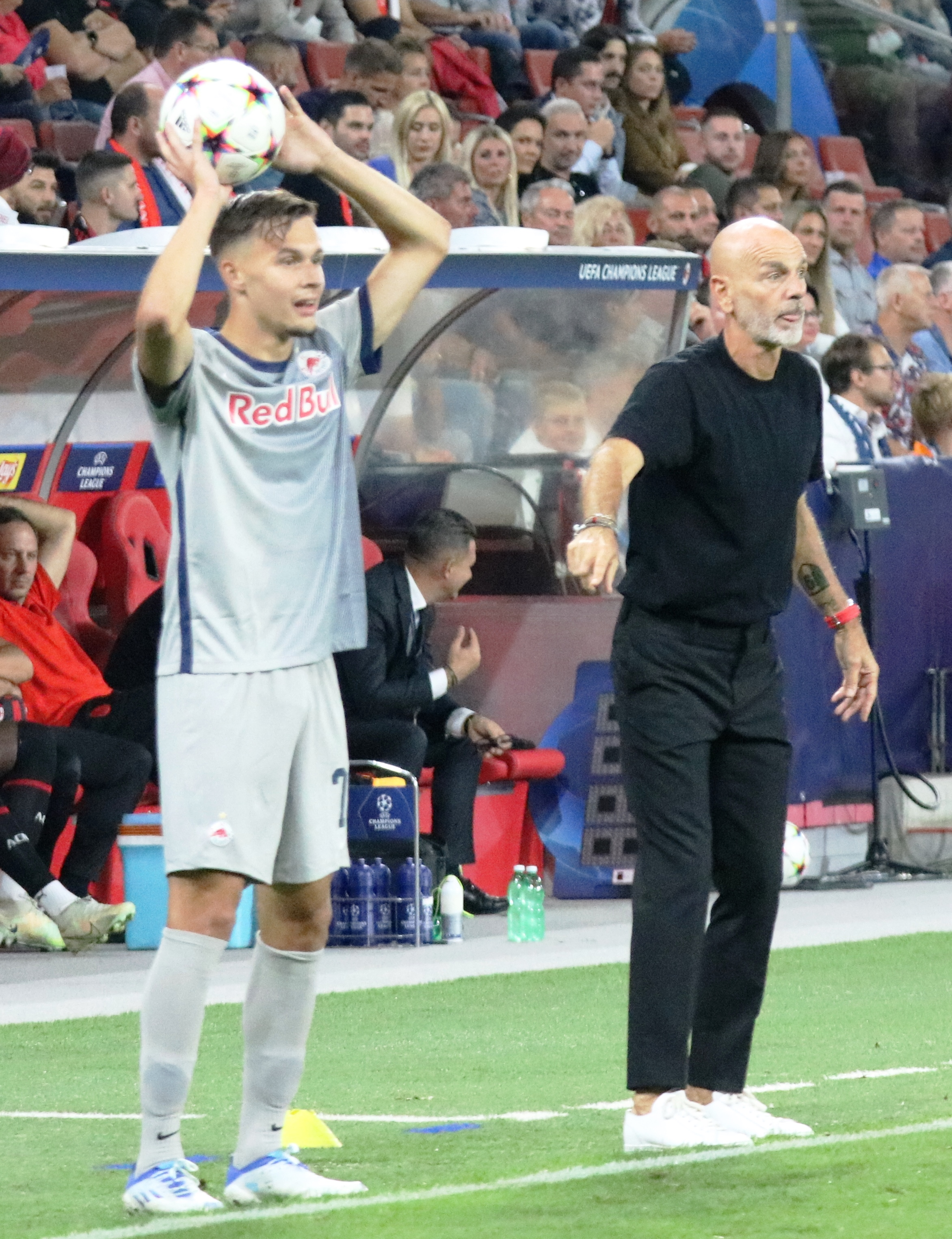
Pioli (a destra) alla guida del nel 2022

Il 9 ottobre 2019, viene nominato nuovo tecnico del Milan, pur tra lo scetticismo della piazza rossonera, in sostituzione dell'esonerato Marco Giampaolo. Debutta il 20 dello stesso mese, in casa contro il Lecce, pareggiando 2-2. Il 21 luglio 2020, in seguito ai buoni risultati ottenuti nella seconda parte di stagione, viene ufficializzato il prolungamento del suo contratto con il club fino al 30 giugno 2022. Chiude il primo campionato al Milan con il sesto posto finale, che vale la qualificazione al secondo turno preliminare di Europa League. In Coppa Italia, invece, i rossoneri vengono eliminati in semifinale dalla Juventus, con il risultato aggregato di 1-1 che premia i bianconeri per la regola dei gol in trasferta.
Comincia la stagione successiva battendo lo Shamrock Rovers e il Bodø/Glimt nelle qualificazioni e il Rio Ave negli spareggi di Europa League, accedendo alla fase a gironi della competizione. In campionato i rossoneri partono con quattro vittorie consecutive (tra cui il derby vinto per 2-1), evento che non si verificava dalla stagione 1995-96 sotto la guida di Fabio Capello. Il 1º novembre 2020, grazie alla vittoria esterna sull'Udinese per 1-2, diventa il primo allenatore della storia del club meneghino capace di guidare la squadra in 13 partite consecutive con almeno due gol segnati, pur vedendo interrompersi l'imbattibilità casalinga il successivo 6 novembre in Europa League contro il Lilla per 0-3, record che durava dall'8 marzo 2020. Al termine del girone d'andata, la squadra rossonera si laurea campione d'inverno. Il 23 maggio, grazie alla vittoria per 2-0 contro l'Atalanta, gara valida per l'ultima giornata di campionato, conquista la qualificazione alla Champions League, chiudendo il campionato al secondo posto, dietro l'Inter, con 79 punti totali e il record di vittorie in trasferta (16). In Europa League invece viene eliminato agli ottavi di finale dal Manchester Utd, mentre la Coppa Italia si conclude ai quarti di finale, contro l'Inter, in seguito alla sconfitta per 2-1.
Inizia la stagione 2021-2022 con tre vittorie e un pareggio nelle prime quattro giornate di campionato. Il ritorno in UEFA Champions League dopo sette stagioni di assenza si dimostra travagliato per i rossoneri, che ottengono solo quattro punti in sei partite, frutto di quattro sconfitte, tra cui una casalinga all'ultima giornata col Liverpool (1-2) che li estromette dalla knockout phase sia di Champions che di Europa League, una vittoria al Wanda Metropolitano contro l'Atlético Madrid il 24 novembre e un pareggio a San Siro col Porto. Il 20 novembre, nel frattempo, il Milan subisce la prima sconfitta in campionato contro la Fiorentina, dopo 17 giornate di imbattibilità. Chiuso il girone d'andata al secondo posto, il 5 febbraio vince per 2-1 in rimonta il derby contro l'Inter con la doppietta di Olivier Giroud, accorciando a una lunghezza dai nerazzurri, per poi salire in vetta alla classifica il 13 febbraio successivo, dopo la vittoria contro la Sampdoria. Nelle ultime sei giornate i rossoneri ottengono altrettanti successi, laureandosi campioni d'Italia; per Pioli si tratta del primo trofeo in carriera da allenatore. Diversamente da quanto avvenuto in campionato, in Coppa Italia il Milan è eliminato dall'Inter, poi vincitrice della coccarda, in semifinale. Per via dei successi ottenuti durante l'annata, nel febbraio del 2023 Pioli è insignito con la Panchina d'oro dal Settore Tecnico della FIGC.
All'inizio della stagione seguente rinnova il proprio contratto coi rossoneri fino al 2025. L'annata si rivelerà essere piuttosto altalenante nelle competizioni nazionali: in campionato, dopo essere usciti dalla lotta per lo scudetto già nei primi mesi del 2023, i meneghini centrano la quarta piazza, dovuta anche alla penalizzazione inflitta alla Juventus dalla giustizia sportiva; in Coppa Italia la squadra è eliminata agli ottavi dal Torino (avvenimento che non si verificava dall'annata 2008-09) mentre in Supercoppa italiana è battuta dall'Inter 3-0. Più soddisfacente è il percorso in Europa: dopo aver riportato il Milan alla fase a eliminazione diretta di UEFA Champions League a nove anni di distanza dalla volta precedente, Pioli conduce i rossoneri alle semifinali, dove il Milan mancava da sedici anni; i rossoneri vengono poi eliminati dai concittadini dell'Inter.
Il 24 maggio 2024, dopo una stagione chiusa al secondo posto in Serie A, al terzo posto nel girone di UEFA Champions League e conseguentemente ai quarti di finale di Europa League contro la connazionale Roma e nuovamente ai quarti anche nella Coppa Italia contro l'Atalanta, viene annunciata la risoluzione consensuale del contratto di Pioli con il Milan al termine della stagione; il tecnico termina la sua esperienza con i rossoneri dopo quasi cinque anni e viene sostituito dal portoghese Paulo Fonseca.

#### Al-Nassr
Il 18 settembre 2024 recede dal suo contratto con il Milan e viene ingaggiato dal club saudita dell'Al-Nassr, dove gioca anche Cristiano Ronaldo, in sostituzione dell’esonerato Luís Castro, sulla base di un accordo triennale per un compenso pari a 12 milioni di euro a stagione. Debutta sulla panchina dei sauditi due giorni dopo, vincendo per 3-0 sull'Al-Ettifaq. Subentrato alla quarta giornata, termina il campionato al 3º posto e viene eliminato in semifinale di AFC Champions League Elite dai giapponesi del Kawasaki Frontale. Il 25 giugno 2025 il club arabo annuncia ufficialmente la risoluzione del contratto con il tecnico parmigiano.

#### Ritorno alla Fiorentina
Dopo l'esperienza araba, il 12 luglio 2025 viene annunciato il ritorno di Pioli sulla panchina della Fiorentina, firmando un contratto triennale.

## Statistiche

### Presenze e reti nei club
| Stagione          | Squadra           | Campionato        | Campionato | Campionato | Coppe nazionali | Coppe nazionali | Coppe nazionali | Coppe continentali | Coppe continentali | Coppe continentali | Altre coppe | Altre coppe | Altre coppe | Totale | Totale |
| Stagione          | Squadra           | Comp              | Pres       | Reti       | Comp            | Pres            | Reti            | Comp               | Pres               | Reti               | Comp        | Pres        | Reti        | Pres   | Reti   |
| ----------------- | ----------------- | ----------------- | ---------- | ---------- | --------------- | --------------- | --------------- | ------------------ | ------------------ | ------------------ | ----------- | ----------- | ----------- | ------ | ------ |
| 1982-1983         | Parma             | C1                | 10         | 0          | CI-C            | 1               | 0               | -                  | -                  | -                  | -           | -           | -           | 11     | 0      |
| 1983-1984         | Parma             | C1                | 32         | 1          | CI+CI-C         | 5+0             | 0               | -                  | -                  | -                  | -           | -           | -           | 37     | 1      |
| Totale Parma      | Totale Parma      | Totale Parma      | 42         | 1          |                 | 6               | 0               |                    | -                  | -                  |             | -           | -           | 48     | 1      |
| 1984-1985         | Juventus          | A                 | 14         | 0          | CI              | 7               | 1               | CC                 | 3                  | 0                  | SU          | 0           | 0           | 24     | 1      |
| 1985-1986         | Juventus          | A                 | 14         | 0          | CI              | 3               | 0               | CC                 | 4                  | 0                  | Cint+TE     | 1+5         | 0           | 27     | 0      |
| 1986-1987         | Juventus          | A                 | 7          | 0          | CI              | 3               | 0               | CC                 | 1                  | 0                  | -           | -           | -           | 11     | 0      |
| Totale Juventus   | Totale Juventus   | Totale Juventus   | 35         | 0          |                 | 13              | 1               |                    | 8                  | 0                  |             | 6           | 0           | 62     | 1      |
| 1987-1988         | Verona            | A                 | 10         | 0          | CI              | 3               | 0               | CU                 | 1                  | 0                  | -           | -           | -           | 14     | 0      |
| 1988-1989         | Verona            | A                 | 32         | 0          | CI              | 10              | 0               | -                  | -                  | -                  | -           | -           | -           | 42     | 0      |
| Totale Verona     | Totale Verona     | Totale Verona     | 42         | 0          |                 | 13              | 0               |                    | 1                  | 0                  |             | -           | -           | 56     | 0      |
| 1989-1990         | Fiorentina        | A                 | 26         | 1          | CI              | 3               | 0               | CU                 | 10                 | 0                  | -           | -           | -           | 39     | 1      |
| 1990-1991         | Fiorentina        | A                 | 13         | 0          | CI              | 0               | 0               | -                  | -                  | -                  | -           | -           | -           | 13     | 0      |
| 1991-1992         | Fiorentina        | A                 | 30         | 0          | CI              | 4               | 0               | -                  | -                  | -                  | -           | -           | -           | 34     | 0      |
| 1992-1993         | Fiorentina        | A                 | 31         | 0          | CI              | 3               | 0               | -                  | -                  | -                  | -           | -           | -           | 34     | 0      |
| 1993-1994         | Fiorentina        | B                 | 30         | 0          | CI              | 5               | 0               | -                  | -                  | -                  | CAI         | 4           | 0           | 39     | 0      |
| 1994-1995         | Fiorentina        | A                 | 24         | 0          | CI              | 6               | 0               | -                  | -                  | -                  | -           | -           | -           | 30     | 0      |
| Totale Fiorentina | Totale Fiorentina | Totale Fiorentina | 154        | 1          |                 | 21              | 0               |                    | 10                 | 0                  |             | 4           | 0           | 189    | 1      |
| 1995-1996         | Padova            | A                 | 1          | 0          | CI              | 0               | 0               | -                  | -                  | -                  | -           | -           | -           | 1      | 0      |
| ago.-nov. 1996    | Padova            | B                 | 3          | 0          | CI              | 1               | 0               | -                  | -                  | -                  | -           | -           | -           | 4      | 0      |
| Totale Padova     | Totale Padova     | Totale Padova     | 4          | 0          |                 | 1               | 0               |                    | -                  | -                  |             | -           | -           | 5      | 0      |
| 1996-1997         | Pistoiese         | C1                | 14+2       | 1+0        | CI-C            | ?               | ?               | -                  | -                  | -                  | -           | -           | -           | 17+    | 1+     |
| 1997-1998         | Fiorenzuola       | C1                | 21         | 0          | CI-C            | ?               | ?               | -                  | -                  | -                  | -           | -           | -           | 21+    | 0+     |
| 1998-1999         | Colorno           | Ecc.              | 20         | 3          | CI-E            | ?               | ?               | -                  | -                  | -                  | -           | -           | -           | 20     | 3+     |
| Totale carriera   | Totale carriera   | Totale carriera   | 334+       | 6+         |                 | 28+             | 1+              |                    | 19                 | 0                  |             | 6           | 0           | 387+   | 7+     |

### Statistiche da allenatore
Statistiche aggiornate al 12 luglio 2025. In grassetto le competizioni vinte.
| Stagione            | Squadra           | Campionato        | Campionato | Campionato | Campionato | Campionato | Coppe nazionali | Coppe nazionali | Coppe nazionali | Coppe nazionali | Coppe nazionali | Coppe continentali | Coppe continentali | Coppe continentali | Coppe continentali | Coppe continentali | Altre coppe | Altre coppe | Altre coppe | Altre coppe | Altre coppe | Totale | Totale | Totale | Totale | % Vittorie | Piazzamento     |
| Stagione            | Squadra           | Comp              | G          | V          | N          | P          | Comp            | G               | V               | N               | P               | Comp               | G                  | V                  | N                  | P                  | Comp        | G           | V           | N           | P           | G      | V      | N      | P      | %          | Piazzamento     |
| ------------------- | ----------------- | ----------------- | ---------- | ---------- | ---------- | ---------- | --------------- | --------------- | --------------- | --------------- | --------------- | ------------------ | ------------------ | ------------------ | ------------------ | ------------------ | ----------- | ----------- | ----------- | ----------- | ----------- | ------ | ------ | ------ | ------ | ---------- | --------------- |
| 2003-2004           | Salernitana       | B                 | 46         | 14         | 13         | 19         | CI              | 5               | 2               | 1               | 2               | -                  | -                  | -                  | -                  | -                  | -           | -           | -           | -           | -           | 51     | 16     | 14     | 21     | 31,37      | 17º             |
| 2004-2005           | Modena            | B                 | 42         | 16         | 14         | 12         | CI              | 3               | 2               | 0               | 1               | -                  | -                  | -                  | -                  | -                  | -           | -           | -           | -           | -           | 45     | 18     | 14     | 13     | 40,00      | 7º              |
| 2005-2006           | Modena            | B                 | 39+2       | 17+0       | 16+2       | 6+0        | CI              | 1               | 0               | 0               | 1               | -                  | -                  | -                  | -                  | -                  | -           | -           | -           | -           | -           | 42     | 17     | 18     | 7      | 40,48      | Eson., Sub., 5º |
| Totale Modena       | Totale Modena     | Totale Modena     | 81+2       | 33+0       | 30+2       | 18+0       |                 | 4               | 2               | 0               | 2               |                    | -                  | -                  | -                  | -                  |             | -           | -           | -           | -           | 87     | 35     | 32     | 20     | 40,23      |                 |
| 2006-feb. 2007      | Parma             | A                 | 22         | 3          | 6          | 13         | CI              | 4               | 1               | 1               | 2               | CU                 | 6                  | 5                  | 0                  | 1                  | -           | -           | -           | -           | -           | 32     | 9      | 7      | 16     | 28,13      | Eson.           |
| set. 2007-2008      | Grosseto          | B                 | 39         | 10         | 19         | 10         | CI              | 0               | 0               | 0               | 0               | -                  | -                  | -                  | -                  | -                  | -           | -           | -           | -           | -           | 39     | 10     | 19     | 10     | 25,64      | Sub., 13º       |
| 2008-2009           | Piacenza          | B                 | 42         | 14         | 13         | 15         | CI              | 1               | 0               | 0               | 1               | -                  | -                  | -                  | -                  | -                  | -           | -           | -           | -           | -           | 43     | 14     | 13     | 16     | 32,56      | 10º             |
| 2009-2010           | Sassuolo          | B                 | 42+2       | 18+0       | 15+1       | 9+1        | CI              | 3               | 2               | 0               | 1               | -                  | -                  | -                  | -                  | -                  | -           | -           | -           | -           | -           | 47     | 20     | 16     | 11     | 42,55      | 4º              |
| 2010-2011           | Chievo            | A                 | 38         | 11         | 13         | 14         | CI              | 3               | 2               | 0               | 1               | -                  | -                  | -                  | -                  | -                  | -           | -           | -           | -           | -           | 41     | 13     | 13     | 15     | 31,71      | 11º             |
| lug.-ago. 2011      | Palermo           | A                 | 0          | 0          | 0          | 0          | CI              | 0               | 0               | 0               | 0               | UEL                | 2                  | 0                  | 2                  | 0                  | -           | -           | -           | -           | -           | 2      | 0      | 2      | 0      | &0,00      | Eson.           |
| ott. 2011-2012      | Bologna           | A                 | 33         | 13         | 11         | 9          | CI              | 2               | 1               | 0               | 1               | -                  | -                  | -                  | -                  | -                  | -           | -           | -           | -           | -           | 35     | 14     | 11     | 10     | 40,00      | Sub., 9º        |
| 2012-2013           | Bologna           | A                 | 38         | 11         | 11         | 16         | CI              | 4               | 3               | 0               | 1               | -                  | -                  | -                  | -                  | -                  | -           | -           | -           | -           | -           | 42     | 14     | 11     | 17     | 33,33      | 13º             |
| 2013-gen. 2014      | Bologna           | A                 | 18         | 3          | 6          | 9          | CI              | 2               | 1               | 0               | 1               | -                  | -                  | -                  | -                  | -                  | -           | -           | -           | -           | -           | 20     | 4      | 6      | 10     | 20,00      | Eson.           |
| Totale Bologna      | Totale Bologna    | Totale Bologna    | 89         | 27         | 28         | 34         |                 | 8               | 5               | 0               | 3               |                    | -                  | -                  | -                  | -                  |             | -           | -           | -           | -           | 97     | 32     | 28     | 37     | 32,99      |                 |
| 2014-2015           | Lazio             | A                 | 38         | 21         | 6          | 11         | CI              | 7               | 5               | 1               | 1               | -                  | -                  | -                  | -                  | -                  | -           | -           | -           | -           | -           | 45     | 26     | 7      | 12     | 57,78      | 3º              |
| 2015-apr. 2016      | Lazio             | A                 | 31         | 11         | 9          | 11         | CI              | 2               | 1               | 0               | 1               | UCL+UEL            | 2+10               | 1+5                | 0+4                | 1+1                | SI          | 1           | 0           | 0           | 1           | 46     | 18     | 13     | 15     | 39,13      | Eson.           |
| Totale Lazio        | Totale Lazio      | Totale Lazio      | 69         | 32         | 15         | 22         |                 | 9               | 6               | 1               | 2               |                    | 12                 | 6                  | 4                  | 2                  |             | 1           | 0           | 0           | 1           | 91     | 44     | 20     | 27     | 48,35      |                 |
| nov. 2016-mag. 2017 | Inter             | A                 | 23         | 12         | 3          | 8          | CI              | 2               | 1               | 0               | 1               | UEL                | 2                  | 1                  | 0                  | 1                  | -           | -           | -           | -           | -           | 27     | 14     | 3      | 10     | 51,85      | Sub., Eson.     |
| 2017-2018           | Fiorentina        | A                 | 38         | 16         | 9          | 13         | CI              | 2               | 1               | 0               | 1               | -                  | -                  | -                  | -                  | -                  | -           | -           | -           | -           | -           | 40     | 17     | 9      | 14     | 42,50      | 8º              |
| 2018-apr. 2019      | Fiorentina        | A                 | 31         | 8          | 15         | 8          | CI              | 3               | 2               | 1               | 0               | -                  | -                  | -                  | -                  | -                  | -           | -           | -           | -           | -           | 34     | 10     | 16     | 8      | 29,41      | Dimis.          |
| ott. 2019-2020      | Milan             | A                 | 31         | 16         | 9          | 6          | CI              | 4               | 2               | 2               | 0               | -                  | -                  | -                  | -                  | -                  | -           | -           | -           | -           | -           | 35     | 18     | 11     | 6      | 51,43      | Sub., 6º        |
| 2020-2021           | Milan             | A                 | 38         | 24         | 7          | 7          | CI              | 2               | 0               | 1               | 1               | UEL                | 13                 | 6                  | 5                  | 2                  | -           | -           | -           | -           | -           | 53     | 30     | 13     | 10     | 56,60      | 2º              |
| 2021-2022           | Milan             | A                 | 38         | 26         | 8          | 4          | CI              | 4               | 2               | 1               | 1               | UCL                | 6                  | 1                  | 1                  | 4                  | -           | -           | -           | -           | -           | 48     | 29     | 10     | 9      | 60,42      | 1º              |
| 2022-2023           | Milan             | A                 | 38         | 20         | 10         | 8          | CI              | 1               | 0               | 0               | 1               | UCL                | 12                 | 5                  | 3                  | 4                  | SI          | 1           | 0           | 0           | 1           | 52     | 25     | 13     | 14     | 48,08      | 4º              |
| 2023-2024           | Milan             | A                 | 38         | 22         | 9          | 7          | CI              | 2               | 1               | 0               | 1               | UCL+UEL            | 6+6                | 2+3                | 2+0                | 2+3                | -           | -           | -           | -           | -           | 52     | 28     | 11     | 13     | 53,85      | 2°              |
| Totale Milan        | Totale Milan      | Totale Milan      | 183        | 108        | 43         | 32         |                 | 13              | 5               | 4               | 4               |                    | 43                 | 17                 | 11                 | 15                 |             | 1           | 0           | 0           | 1           | 240    | 130    | 58     | 52     | 54,17      |                 |
| set. 2024-2025      | Al-Nassr          | SPL               | 31         | 20         | 5          | 6          | KC              | 2               | 1               | 0               | 1               | ACL                | 11                 | 7                  | 2                  | 2                  | SS          | -           | -           | -           | -           | 44     | 28     | 7      | 9      | 63,64      | Sub., 3°        |
| 2025-2026           | Fiorentina        | A                 | 0          | 0          | 0          | 0          | CI              | 0               | 0               | 0               | 0               | UECL               | 0                  | 0                  | 0                  | 0                  | -           | -           | -           | -           | -           | 0      | 0      | 0      | 0      | —          | in corso        |
| Totale Fiorentina   | Totale Fiorentina | Totale Fiorentina | 69         | 24         | 24         | 21         |                 | 5               | 3               | 1               | 1               |                    | -                  | -                  | -                  | -                  |             | -           | -           | -           | -           | 74     | 27     | 25     | 22     | 36,49      |                 |
| Totale carriera     | Totale carriera   | Totale carriera   | 778        | 326        | 230        | 222        |                 | 59              | 30              | 8               | 21              |                    | 76                 | 36                 | 19                 | 21                 |             | 2           | 0           | 0           | 2           | 915    | 392    | 257    | 266    | 42,84      |                 |

## Palmarès

### Giocatore

#### Club

##### Competizioni regionali
- Coppa Italia d'Eccellenza Emilia-Romagna: 1

Colorno: 1998-1999

##### Competizioni nazionali
- Campionato italiano Serie C1: 1

Parma: 1983-1984 (girone A)
- Campionato italiano: 1

Juventus: 1985-1986
- Campionato italiano di Serie B: 1

Fiorentina: 1993-1994

##### Competizioni internazionali
- Supercoppa UEFA: 1

Juventus: 1984
- Coppa dei Campioni: 1

Juventus: 1984-1985
- Coppa Intercontinentale: 1

Juventus: 1985

### Allenatore

#### Club

##### Competizioni giovanili
- Campionato Allievi Nazionali: 1

Bologna: 2000-2001

##### Competizioni nazionali
- Campionato italiano: 1

Milan: 2021-2022

#### Individuale
- Premio nazionale Andrea Fortunato nella categoria Allenatori

2018
- Trofeo Maestrelli: 1

2019
- Gazzetta Sports Award nella categoria Allenatori

2020
- Premio "Davide Astori": 1

2021
- Premi Lega Serie A: 1

Miglior allenatore: 2021-2022
- Gran Galà del calcio AIC: 1

Miglior allenatore: 2022
- Panchina d'oro: 1

2021-2022